# 1545
Rok 1545 (MDXLV) byl nepřestupný rok, který započal podle juliánského kalendáře úterým. 
Podle židovského kalendáře došlo k přelomu let 5305 a 5306. Podle islámského kalendáře započal dne 25. března rok 952. 

## Události

### Leden – Červen
- 22. února – Dekret vydaný Osmanskou říší oficiálně sesadil z trůnu Radu Paisie, valašského knížete.
- 27. února – Bitva o Ancrum Moor: Skotové drtivě porážejí anglická vojska.
- 24. března – V německém městě Worms svolal papež Pavel III. radu, kde německá protestantská knížata žádala o národní náboženské uspořádání. Císař Karel V. požadavek zamítl.
- 1. dubna – Španělé zakládají v Bolívii město Potosí v okolí velkých nalezišť stříbra. Těžba přinášela Španělsku nevídané bohatství až do 19. století, kdy došlo k osamostatnění kolonií.
- 13. června – Španělský objevitel Yñigo Ortiz de Retez se vydává na první plavbu kolem severního pobřeží Nové Guiney.

### Červenec – Prosinec
- 18./19. července – Bitva u Solenta mezi anglickým a francouzským námořnictvem: král Jindřich VIII. ustupuje od zásnub a loď Mary Rose se potápí.
- asi 21. července – Italské války: Bitva u Bonchurch – Angličané zvrátili pokus o francouzskou invazi na ostrov Wight u pobřeží Anglie.
- 13. prosince – V Itálii začal Tridentský koncil, fungující do roku 1563.

### Probíhající události
- 1493–1593 – Chorvatská stoletá válka
- 1526–1568 – Rakousko-turecké války v Uhersku
- 1532–1572 – Španělské dobytí Incké říše
- 1542–1546 – Italské války
- 1545–1563 – Tridentský koncil

## Narození
Česko
- 03. ledna – Adam Huber z Riesenpachu, osobní lékař císaře Rudolfa II. († 23. června 1613)
- neznámé datum
  - Jan mladší Popel z Lobkowicz, příslušník bílinské větve šlechtického rodu Lobkoviců († 23. února 1583)
  - Jan starší Kobylka z Kobylího, moravský šlechtic († 1630)
  - Jiří Ostracius, spisovatel, básník a pedagog († 19. února 1575)

Svět

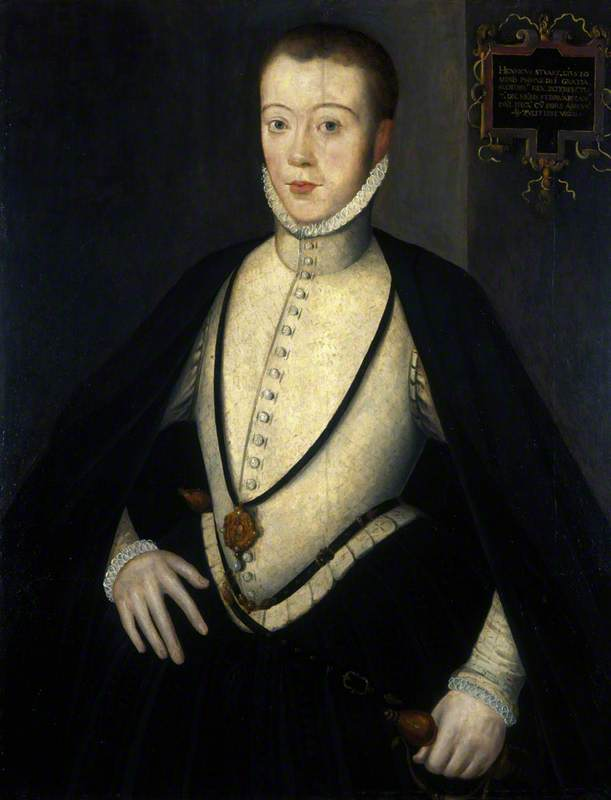
Jindřich Stuart, lord Darnley (* 7. prosince)

- 14. února – Lucrezia Medicejská, vévodkyně z Ferrary, Modeny a Reggia († 21. dubna 1561)
- 21. března – Bartholomeus Spranger, malíř na dvoře Rudolfa II. († pohřben 27. září 1611)
- 2. dubna – Alžběta z Valois, španělská královna († 3. října 1568)
- 15. dubna – Karel II. Minsterberský, slezský kníže († 10. ledna 1617)
- 28. dubna – I Sun-sin, korejský admirál († 16. prosince 1598)
- 24. května – Dorota Lotrinská, lotrinská šlechtična († 2. června 1621)
- 19. června – Anna Marie Švédská, dcera švédského krále Gustava I. Vasy († 20. března 1610)
- 08. července – Karel Španělský, nejstarší syn španělského krále Filipa II. († 24. července 1568)
- 27. srpna – Alessandro Farnese, italský šlechtic († 3. prosince 1592)
- 07. prosince – Jindřich Stuart, lord Darnley, vévoda z Albany, král skotský († 10. února 1567)
- neznámé datum
  - Nagamasa Azai, vůdce klanu Azai († 28. srpna 1573)
  - Camilla Martelli, milenka a později manželka toskánského velkovévody Cosima I. († 30. května 1590)
  - Rumold Mercator, vlámský kartograf († 1599)
  - Johann Caspar Neubeck, vídeňský biskup († 18. srpna 1594)
  - William Morgan, velšský překladatel († 10. září 1604)
  - Lukáš Kirby, anglický katolický duchovní, světec († 30. května 1582)

## Úmrtí
Česko
- 11. dubna – Havel Cahera ze Žatce, český utrakvistický teolog (* před 1500)
- 4. nebo 6. května – Jan Severin mladší, pražský tiskař (* ?)
- 2. nebo 6. listopadu – Petr V. z Rožmberka, český šlechtic (* 17. prosince 1489)
- neznámé datum
  - Aharon Mešulam Zalman Horowitz, český židovský politik a finančník (* 1470)

Svět

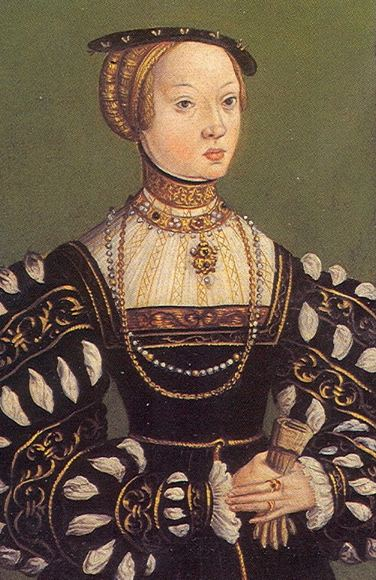
Alžběta Habsburská († 15. června)

- 22. května – Šér Chán Súr, afghánský válečník (* 1486)
- 12. června – František I. Lotrinský, lotrinský vévoda (* 23. srpna 1517)
- 15. června – Alžběta Habsburská, polská královna (* 9. července 1526)
- 19. června – Abraomas Kulvietis, právník a profesor působící v Královci (* kolem 1509)
- 12. července – Marie Portugalská, dcera portugalského krále Jana III. a první manželka španělského krále Filipa II. (* 15. října 1527)
- 22. srpna – Charles Brandon, anglický šlechtic a vévoda ze Suffolku (* kolem 1484)
- 05. září – Valentin Crautwald, německý teolog a reformátor (* asi 1465)
- 24. září – Albrecht Braniborský, arcibiskup mohučský a magdeburský, kardinál (* 28. června 1490)
- 18. října – John Taverner, anglický hudební skladatel (* kolem 1490)
- 22. listopadu – William Butts, osobní lékař krále Jindřicha VIII. (* asi 1486)
- neznámé datum
  - září – Hans Baldung, německý malíř a rytec (* 1484/1485)
  - Alejo Fernández, španělský malíř (* cca 1475)
  - Andreas Lackner, rakouský sochař (* před 1490)
  - Rueland Frueauf mladší, rakouský pozdně gotický malíř (* 1470)

## Hlavy států
- České království – Ferdinand I.
- Svatá říše římská – Karel V.
- Papež – Pavel III.
- Anglické království – Jindřich VIII. Tudor
- Francouzské království – František I.
- Polské království – Zikmund I. Starý
- Uherské království – Ferdinand I.
- Španělské království – Karel V.
- Burgundské vévodství – Karel V.
- Osmanská říše – Sulejman I.
- Perská říše – Tahmásp I.